# Zosterops senegalensis
El anteojitos senegalés (Zosterops senegalensis) es una especie de ave paseriforme de la familia Zosteropidae propia del África subsahariana.

## Taxonomía
Los taxones stenocricotus, de África central y kirki, de Comoras, que anteriormente se consideraban subespecies de anteojitos senegalés, actualmente se consideran especies separadas: el anteojitos forestal (Zosterops stenocricotus) y el anteojitos de Kirk (Zosterops kirki).

## Distribución y hábitat
El anteojitos senegalés habita en Angola, Benín, Botsuana, Burkina Faso, Burundi, Camerún, República Centroafricana, Chad, República Democrática del Congo, Costa de Marfil, Guinea Ecuatorial, Eritrea, Gabón, Gambia, Ghana, Guinea, Guinea-Bissau, Kenia, Liberia, Malaui, Malí, Mauritania, Mozambique, Namibia, Níger, Nigeria, Ruanda, Senegal, Sierra Leona, Sudáfrica, Sudán, Sudán del Sur, Tanzania, Togo, Uganda, Zambia y Zimbabue. Sus hábitats naturales son los bosques tropicales y subtropicales, de tierras bajas, tanto secos y como húmedos, la sabana y los matorrales secos.